# Mýtikas (Étolie-Acarnanie)
Mýtikas, en grec moderne : Μύτικας, est un village du dème de Xirómero, district régional d’Étolie-Acarnanie, en Grèce-Occidentale, au bord de la mer Ionienne et au nord du golfe de Corinthe. La ville se trouve 2 km à l'est du cap Ákra Kamiláfka, entre les baies d'Órmos Mítikas (à laquelle elle donne son nom) et d'Órmos Voúrkos. Elle est au nord de l'île de Kalamos, dont les localités les plus proches de Mýtikas sont Kástron (2 km au sud) et Episkopí (3 km au sud-ouest). Mýtikas est à 32 km du village balnéaire d'Astakós, à 82 km de Missolonghi (la capitale de l'Étolie-Acarnanie), et à 48 km de l'aéroport d'Aktion.
Selon le recensement de 2011, la population du village s'élève à 759 habitants.